# Killing Helsinki
Killing Helsinki är ett livealbum av The Project Hate MCMXCIX, utgivet den 12 april 2003. Det innehåller en liveinspelning med låtar från deras två första skivor, Cybersonic Superchrist och When We Are Done, Your Flesh Will Be Ours, samt deras demo som bonus. Skivan var till en början menad att vara en inspelning helt för privat bruk för bandets dåvarande webmaster, Marco. Det visade sig dock att ljudkvaliteten var långt över förväntan, och den släpptes på cd. Först var tanken att skivan skulle släppas på ett amerikanskt bolag, men det blev istället Threeman Recordings som släppte skivan, som deras första The Project Hate-skiva.

## Låtlista
1. I Smell Like Jesus… Dead! – 8:01
2. Forsaken By the Naked Light of Day – 6:26
3. Can’t Wait – 7:01
4. The Divine Burning of Angels – 7:28
5. Christianity Delete – 8:19
6. With Desperate Hands So Numb – 7:55
7. With Desperate Hands So Numb (Demo) – 7:33
8. Selfconstructive Once Again (Demo) – 7:16
9. Oceans of Seemingly Endless Bleeding (Demo) – 5:43

## Medverkande
The Project Hate MCMXCIX
- Lord K. Philipson – gitarr
- Jörgen Sandström –sång
- Mia Ståhl – sång

Bidragande musiker
- Peter S. Freed – gitarr
- Magnus Johansson – basgitarr
- L-G Petrov (Lars Göran Petrov) – sång
- Morgan "Mogge" Lundin – sång

Produktion
- Marko Saarelainen – omslagsdesign